# Parentalidade suficientemente boa
Parentalidade suficientemente boa ou Pais suficientemente bons é um conceito derivado do trabalho do pediatra e psicanalista britânico D.W. Winnicott, em seus esforços para apoiar aquilo a que chamou "instintos sólidos de pais normais ... famílias estáveis e saudáveis".
Uma extensão de seu trabalho premiado, "A Mãe Dedicada Comum" (1987), a teoria da parentalidade suficientemente boa, foi por um lado projetada para  defender as mães e pais comuns a partir do que Winnicott podia enxergar através de sua experiência tratando famílias e por outro lado os perigos da idealização construída na teoria Kleiniana do 'seio bom'  e da "mãe boa"', enfatizando, em vez disso, o ambiente propício dos pais para a criança.

## Desilusão
Uma função essencial da parentalidade suficientemente boa é fornecer a base essencial para permitir a desilusão crescente da criança com os pais e o mundo, sem destruir o apetite pela vida e a capacidade de aceitar a realidade (externa e interna). Ao sobreviver à raiva e frustração da criança com as desilusões necessárias da vida, os pais suficientemente bons permitem que ela se relacione com eles de maneira contínua e mais realista. Como Winnicott pontuou, é "a provisão ambiental suficientemente boa" que torna possível à prole "lidar com o imenso choque da perda da onipotência ". Na falta de tal provisão, as interações familiares podem ser baseadas em um vínculo de fantasia, em um afastamento do relacionamento genuíno que promove o "falso self" e prejudica a capacidade contínua de usar os pais para promover o crescimento emocional contínuo oferecido pelos pais suficientemente bons.